# Thomas Claes
Thomas Claes (Hasselt, 26 maart 2004) is een Belgisch voetballer die onder contract ligt bij KRC Genk. Claes speelt op de positie van centrale middenvelder.

## Clubcarrière
Claes genoot zijn jeugdopleiding bij KRC Genk, waar hij zich in 2010 aansloot. In mei 2022 ondertekende hij er een contract tot medio 2025. Op 19 augustus 2022 maakte hij zijn profdebuut in het shirt van Jong Genk, het tweede elftal van de club dat vanaf het seizoen 2022/23 uitkomt in Eerste klasse B. In zijn eerste seizoen in 1B speelde Claes veertien competitiewedstrijden, waarin hij weliswaar slechts eenmaal mocht starten. Claes speelde dat seizoen ook vijf wedstrijden in de UEFA Youth League, waarin hij tweemaal scoorde.
Na het vertrek van Jay-Dee Geusens naar SK Beveren in de zomer van 2023 kreeg Claes in het seizoen 2023/24 veel meer speeltijd. Op 20 augustus 2023 maakte hij zijn eerste profgoal door in de competitiewedstrijd tegen Francs Borains de 0-1 tegen de netten te trappen. Claes zette zijn team zo op weg naar een 2-5 overwinning. Na een sterk seizoen met Jong Genk maakte Genk op 15 mei 2024 bekend dat Claes zijn contract bij de club verlengd had tot de zomer van 2028. Hij maakt met deze contractverlenging ook de overstap naar het eerste elftal van de club.
Op 18 mei 2025 mocht Claes officieel debuteren voor het eerste elftal van Genk. Op de voorlaatste competitiespeeldag tegen KAA Gent viel hij in de toegevoegde tijd in voor Kos Karetsas.

## Clubstatistieken
| Seizoen         | Club            | Land            | Competitie      | Competitie | Competitie | Beker | Beker | Supercup | Supercup | Europees | Europees | Totaal | Totaal |
| Seizoen         | Club            | Land            | Competitie      | Wed.       | Dlp.       | Wed.  | Dlp.  | Wed.     | Dlp.     | Wed.     | Dlp.     | Wed.   | Dlp.   |
| --------------- | --------------- | --------------- | --------------- | ---------- | ---------- | ----- | ----- | -------- | -------- | -------- | -------- | ------ | ------ |
| 2022/23         | Jong Genk       | Vlag van België | Eerste klasse B | 14         | 0          | —     | —     | —        | —        | —        | —        | 14     | 0      |
| 2023/24         | Jong Genk       | Vlag van België | Eerste klasse B | 28         | 7          | —     | —     | —        | —        | —        | —        | 42     | 7      |
| 2024/25         | Jong Genk       | Vlag van België | Eerste klasse B | 25         | 3          | —     | —     | —        | —        | —        | —        | 25     | 3      |
| Carrière totaal | Carrière totaal | Carrière totaal | Carrière totaal | 67         | 10         | 0     | 0     | 0        | 0        | 0        | 0        | 67     | 10     |

Bijgewerkt op 17 mei 2025.
1 Van Crombrugge ·
2 Pierre ·
3 Mujaid ·
6 Smets ·
7 Bonsu Baah ·
8 Heynen  ·
9 Oh ·
11 Oyen ·
14 Sor ·
17 Hrošovský ·
18 Kayembe ·
19 Medina ·
20 Karetsas ·
21 Bangoura ·
22 Manguelle ·
23 Steuckers ·
24 Sattlberger ·
27 Nkuba ·
29 Mirisola ·
30 Ayumu ·
32 Adedeji-Sternberg ·
34 Palacios ·
38 Heymans ·
44 Kongolo ·
51 Brughmans ·
71 Stevens ·
77 El Ouahdi ·
99 Tolu ·
Coach: Fink
29 Mirisola ·
51 Brughmans ·
52 Da Costa ·
53 Mocsnik ·
54 Onstein ·
55 Yoshinaga · 
56 De Wannemacker ·
57 Murenzi ·
58 Wamu · 
60 Lazar ·
62 Cauwel ·
65 Akpan ·
66 Bafdili ·
68 Rabhi ·
70 Decresson ·
71 Stevens ·
72 Barry ·
73 Mbavu ·
75 Caicedo ·
76 Driessen ·
78 Lukanic ·
79 Nzoko ·
80 Touré ·
82 Vliegen ·
84 Sarfo ·
86 Haroun · 
89 Kim ·
96 Coenen ·
Coach: Van Rumst